# Air Europa
Air Europa je treća najveća španjolska zrakoplovna tvrtka, iza Iberie i Vuelinga. 

## Flota
Air Europa flota se sastoji od sljedećih zrakoplova (lipanj 2014.):
* J i Y su kodovi koji označavaju klasu sjedala u zrakoplovima, a odredila ih je Međunarodna udruga za zračni prijevoz. 

## Vanjske poveznice
- Službene stranice